# Chaudeyrolles
Chaudeyrolles là một xã thuộc tỉnh Haute-Loire nam trung bộ nước Pháp. Xã Chaudeyrolles nằm ở khu vực có độ cao trung bình 1280 mét trên mực nước biển.
Sông Lignon du Velay bắt nguồn ở xã này.